# سن-سورن
سن-سورن (به فرانسوی: Saint-Séverin) یک کمون در فرانسه است که در Canton of Aubeterre-sur-Dronne واقع شده‌است.

## خصوصیات
سن-سورن ۱۴٫۹۳ کیلومترمربع مساحت و ۷۸۷ نفر جمعیت دارد و ۱۰۸ متر بالاتر از سطح دریا واقع شده‌است.